# Kritická gramotnost
Kritická gramotnost je schopnost najít v médiích vloženou diskriminaci. To se provádí analýzou zpráv podporujících předpojaté mocenské vztahy. Ty se přirozeně vyskytují v médiích a písemných materiálech. Čtením nad rámec slov autora a zkoumáním způsobu, jakým autor sdělil své představy o společenských normách se dá zjistit, zda tyto myšlenky obsahují rasovou nebo genderovou nerovnost.

## Obecný přehled
Kritická gramotnost se týká procesu uvědomění si vlastních zkušeností ve vztahu k mocenským vztahům, často realizovaným čtením a psaním. Odehrává se v různých vzdělávacích prostředích a kulturních kontextech. Tento proces učení založený na čtení a psaní povzbuzuje studenty, aby přijali, odmítli nebo rekonstruovali ideologie prezentované v textech.
Vyžaduje, aby lidé svá tvrzení jasně vyjadřovali, podporovali je argumenty, ale také, aby tvrzení bylo otevřeno kontrole a výzvám ze strany lidí, kteří zastávají různé názory. Znamená to, že pečlivě zvažujeme argumenty, se kterými mají lidé sklon nesouhlasit.
Kritická gramotnost se stala populárním přístupem k výuce angličtiny pro studenty v některých anglicky mluvících zemích, včetně Kanady, Austrálie, Nového Zélandu a Spojeného království.
Pro studenty je to přístup k učení očekávající, že budou zkoumat různé texty, aby pochopili vztah mezi jazykem a silou, kterou může mít. Studenti kriticky analyzují a hodnotí význam textů v souvislosti s tématy rovnosti, moci a sociální spravedlnosti. Tyto texty jsou pak použity k tomu, aby vybavily studenty kritickým postojem, reakcí nebo akcí k problému.

## Vztah ke kritickému myšlení
Kritickou gramotnost nelze zaměňovat za kritické myšlení. Kritické myšlení se zaměřuje na tvrzení, jejich podporu, na interpretace a aplikace. Vychází z předpokladu, že se často řídíme svými předsudky a že jazyk by nás mohl osvobodit, kdybychom jej dokázali používat jasně a racionálně. To, co čteme a slyšíme, často potřebuje analýzu a interpretaci, a to, co říkáme a píšeme, může být potřeba přepracovat, abychom činili jasná tvrzení, která jsou logicky podložena důkazy.
Kritická gramotnost má oproti kritickému myšlení skeptičtější sklon a politickou orientaci. Vychází z předpokladu, že jazyk je vždy používán v nějakém kontextu, který zahrnuje mocenské vztahy. Jazyk je tedy formou politiky. Všechny texty (včetně scénářů k filmům, televizním pořadům a reklamám) jsou napsány někým s určitým účelem. Vzhledem k tomu, že tyto účely nejsou často transparentní, musí čtenáři rozvíjet a cvičit své kritické schopnosti, aby z textů filtrovali to, čemu rozumí a čemu věří.

## Historie

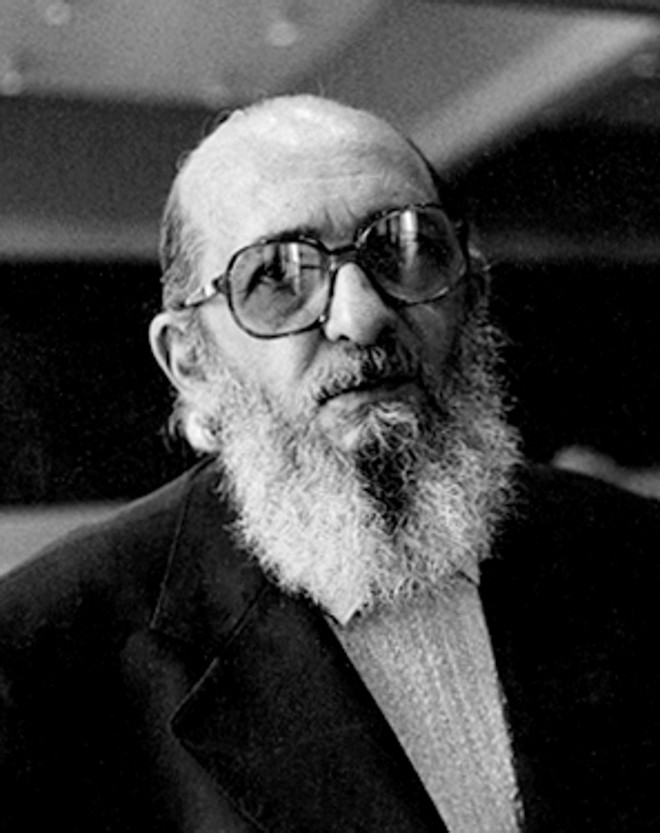
Paulo Freire

### 60. léta 20. století
Praktiky kritické gramotnosti vyrostly z pedagogiky sociální spravedlnosti brazilského pedagoga a teoretika Paula Freireho, které popsal v knize Výchova jako praxe svobody (1967) a také v knize Pedagogika utlačovaných (Pedagogia do Oprimido) z roku 1968. Freireho kritická gramotnost je koncipována jako prostředek k posílení postavení populace proti útlaku a nátlaku, který je často považován za uzákoněný korporacemi nebo vládami. Tato gramotnost začíná touhou vyrovnat sociální nerovnosti a řešit společenské problémy způsobené zneužíváním moci. Z tohoto filozofického základu vychází, že se texty mají zkoumat, analyzovat a dekonstruovat. Freirehovský pohled na kritickou gramotnost je silně zastoupen v kritické pedagogice.

### Výuka kritické gramotnosti
Zastánci kritické gramotnosti věří, že studium praktického, dokonce i politického použití jazyka by mělo být začleněno do školních osnov.
Učitelé mohou přizpůsobit výuku kritické gramotnosti svým třídám tím, že budou studenty povzbuzovat, aby četli analyticky a zpochybňovali sociální normy obsažené v textech. Mohou si vytvořit vlastní nápady, jak text zpochybnit, a napsat odpověď, která bude oponovat nebo podpoří jejich tvrzení. To může vést studenty k převzetí osobní odpovědnosti za sociální změny ve svých komunitách. Metodou pro rozvoj kritické gramotnosti je nechat studenty hluboce analyzovat texty různorodých zdrojů a autorů, aby odhalili předsudky autorů vyplývající z jejich zakořeněných představ o normách. Podobně je funkční nechat studenty přepisovat pasáže, které četli, ale z úhlu pohledu a poměru utlačovaných menšinových skupin.
Čtení velkého množství různých textů nebo doplňkových textů, které text doprovázejí, může studentům také pomoci procvičit si kritickou gramotnost. Růst kritického vědomí studentů prostřednictvím jejich psaní je vzdělávacím cílem, kterého může být dosaženo, pokud vzdělavatelé využijí u studentů (nejen jazyků) inovace ve výukových metodách oproti tomu, na jaké metody jsou studenti při učení zvyklí.